# S.O.S.: Sexo y otros secretos
S.O.S.: Sexo y otros secretos es una serie mexicana de televisión producida por Televisa. Cuenta la historia de cinco mujeres con vidas totalmente distintas, unas solteras, otras casadas, más de una con hijos, pero todas ellas unidas por la amistad. La serie, estrenada el 15 de mayo de 2007, es presentada por Televisa, con las actuaciones de Susana González, Susana Zabaleta, Claudia Ramírez, Luz María Zetina y Marina de Tavira.

## Sinopsis
S.O.S.: Sexo y otros secretos cuenta la historia de cinco amigas Irene, Maggi, Pamela, Tania y Sofía, ellas viven en la Ciudad de México, estas cinco mujeres tienen una forma diferente de ver y vivir la vida, y además son completamente distintas entre sí, estas cinco mujeres lo único que tienen en común es una gran amistad que se tienen, sus conflictos y problemas se resuelven día con día gracias al S.O.S que cada una de ellas convoca como una ayuda a sus problemas diarios.

## Elenco
- Susana González - Tania (2007 - )
- Ernesto Calzadilla - Claudio (2007 - )
- Luz María Zetina - Maggie (2007 - )
- Delia Casanova - Anciana (2007 - )
- Claudia Ramírez - Irene (2007 - )
- Marina De Tavira - Pamela (2007 - )
- Miguel Rodarte - Boris (2007 - )
- Benny Ibarra - Gabriel (2007 - )
- Chantal Andere - Natalia (2008 - )
- Rafael Amaya - Martín (2008 - )
- Dani Freeman - Melissa (2008 - )
- Odiseo Bichir - Tovar (2008 - )
- Enrique Singer - Levy (2008 - )
- Cristina Mason - Irenita (2007 -2008 )

Personajes Desaparecidos
- Zuria Vega - Roberta (2007 - 2008)
- Julio Bracho - Javier (2007 - 2008)
- Susana Zabaleta - Sofía (2007)
- Pedro Damián - Genaro (2007)
- Azela Robinson - Lucía (2007)
- Darío T. Pie - Darío (2007)
- Paty Díaz - Marcia (2007)
- Sabine Moussier (2007)

## Segunda temporada
En el cielo Tania, Maggie e Irene reciben una segunda oportunidad de vivir, Sofía muere y Pamela desaparece, pues sólo logran encontrar su zapato. Irene despierte en el hospital donde el teniente Tovar le informa que está detenida por intento de homicidio, pero Javier retira los cargos y sale libre con ayuda de Tania. Irene acompañada por Maggie y Tania van a su casa donde encuentran el cuerpo de Javier en la cama , las tres están de acuerdo en que deben desaparecer el cuerpo por miedo a ser inculpadas, entierran el cuerpo en un baldío y lo reportan desaparecido, Irene intenta acercarse a su hija y nieto pero ésta la rechaza y la señala como asesina de su padre. La vida de Maggie da un giro inesperado cuando Roberta decide pasar un tiempo con su papá y Gabriel se borra del mapa, Maggie asesina a uno de los personajes de su telenovela, el actor que lo interpretaba, Martín, queda desempleado y pobre por lo que el productor de la telenovela obliga a Maggie a regresar al personaje, Martín solo acepta si Maggie lo acepta en su casa. Tania lucha por recuperar el amor de Boris, amor que ha decidido mudarse al departamento de enfrente, con la hermosa vecina a la que Boris espía con una devoción sacramental. Desesperada, Tania, pide ayuda a una sexóloga poco convencional que la invita a explorar y disfrutar su sexualidad. Las tres amigas con un secreto común: la desaparición del cuerpo de Javier, tendrán que descubrir que en la vida, las decisiones las toman ellas y no son como creían, producto de la casualidad.

## Banda sonora
La primera temporada de la serie llevó el tema Hay, mujeres interpretado por Elizabeth Serrano. Para la segunda temporada se utilizó la misma canción utilizando solamente la música con algunos arreglos.
Lista de canciones
1. Ay Mujeres - La Forquetina con Elizabeth Serrano
2. No me importa nada - Luz Casal
3. Ella - Bebé
4. Dímelo - Enrique Iglesias
5. Escapar - Kudai
6. Contigo o sin ti - Belinda
7. Las Bragas - Verónica Orozco
8. Maciza - Jacobo Lieberman
9. Bésame - Ely Guerra
10. Dejalo ir - Benny Ibarra
11. Duele el amor - Aleks Syntek y Ana Torroja
12. Yo tampoco - Jannette Chao
13. Las quiero a todas - Jacobo Lieberman
14. Me haces tanto bien - Amistades Peligrosas
15. Me cuesta tanto olvidarte - Fey
16. Mirame - Sentidos Opuestos
17. A Volar - Kika
18. ¿Cómo pudiste hacerme esto a mí? - Alaska y Dinarama
19. Mi gran noche - Raphael
20. Hay Mujeres - Versión acústica

## Premios
Premios TVyNovelas
| Año  | Categoría                   | Serie                        | Resultado |
| ---- | --------------------------- | ---------------------------- | --------- |
| 2008 | Mejor serie hecha en México | S.O.S: Sexo y otros secretos | Nominado  |
| 2009 | Mejor serie hecha en México | S.O.S: Sexo y otros secretos | Nominado  |